# Sumina (Silésie)
Pour les articles homonymes, voir Sumina.
Sumina est une localité polonaise de la gmina de Lyski, située dans le powiat de Rybnik en voïvodie de Silésie.